# كيث موريس (مصور)
كيث موريس (بالإنجليزية: Keith Morris)‏ هو مصور بريطاني، ولد في 15 أغسطس 1938، وتوفي في 17 يونيو 2005.

## وصلات خارجية
- كيث موريس على موقع ميوزك برينز (الإنجليزية)